# احمدآباد، صابرآباد
احمدآباد (به ترکی آذربایجانی: Əhmədabad) یک منطقه مسکونی در جمهوری آذربایجان است که در شهرستان صابرآباد واقع شده است. احمدآباد ۲۴۶۰ نفر جمعیت دارد.